# 예거마이스터

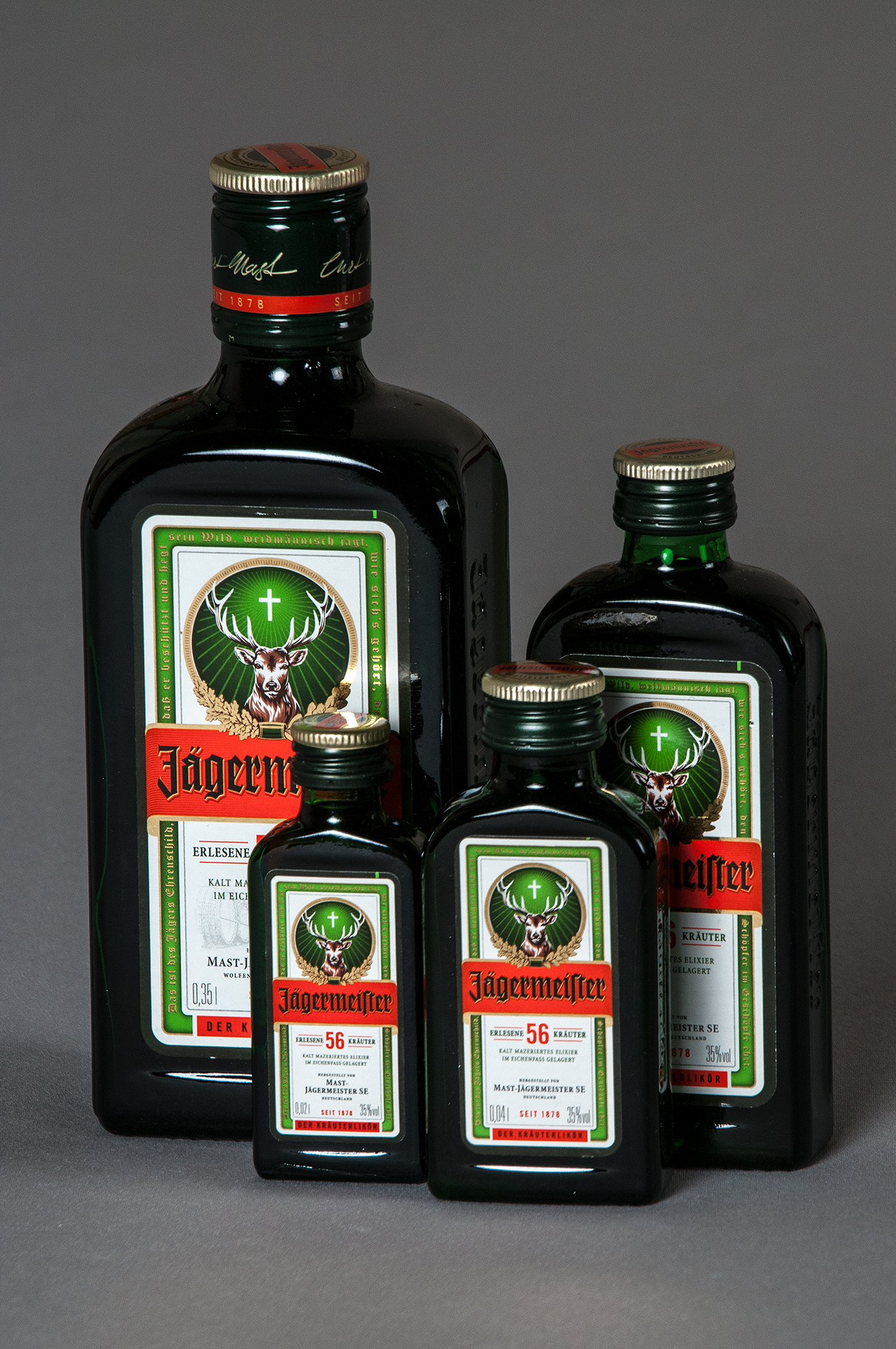

예거마이스터(Jägermeister)는 독일의 술이다. 56가지 허브와 향료를 사용하여 만든다. 알콜농도는 35퍼센트이다.

## 역사
이름을 직역하면 '사냥의 대가'라는 뜻으로, 원래는 식후주이자 감기약으로 개발되었다. 독일에서는 장난으로 레버클라이스터(Leberkleister, "간 풀")이라고 부르기도 한다.
순록과 십자가가 그려져있는 로고는 사냥꾼의 수호성인인 성 후베르투스와 성 유스타스의 일화와 관련이 있다.